# Kate Raworthová
Kate Raworthová (nepřechýleně Raworth, * 13. prosince 1970) je britská ekonomka známá svou ekonomií koblihy, kterou chápe jako ekonomický model, který vyvažuje základní lidské potřeby a planetární možnosti Země. Je vedoucí spolupracovnicí Institutu pro změnu životního prostředí Oxfordské univerzity a profesorkou praxe na Amsterdamské univerzitě aplikovaných věd.

## Vzdělání
Raworthová získala na Oxfordské univerzitě bakalářské vzdělání v oborech politika, filozofie a ekonomie a následně získala magisterský titul v oboru rozvojové ekonomie. Je držitelkou čestného doktorátu na Business School Lausanne.

## Kariéra
V letech 1994–1997 pracovala Raworthová na podpoře rozvoje mikropodnikání na Zanzibaru jako členka Overseas Development Institute. V letech 1997–2001 byla ekonomkou a spoluautorkou Zprávy o lidském rozvoji Rozvojového programu OSN, kde psala kapitoly o globalizaci, nových technologiích, spotřebě zdrojů a lidských právech. V letech 2002 až 2013 působila jako vedoucí výzkumná pracovnice v organizaci Oxfam. V současné době působí jako vedoucí výzkumná pracovnice, lektorka a členka poradního sboru Institutu pro změny životního prostředí Oxfordské univerzity. Je také vedoucí spolupracovnicí v Cambridge Institute for Sustainability Leadership a členkou poradního sboru ZOE Institute for Future-fit Economies.

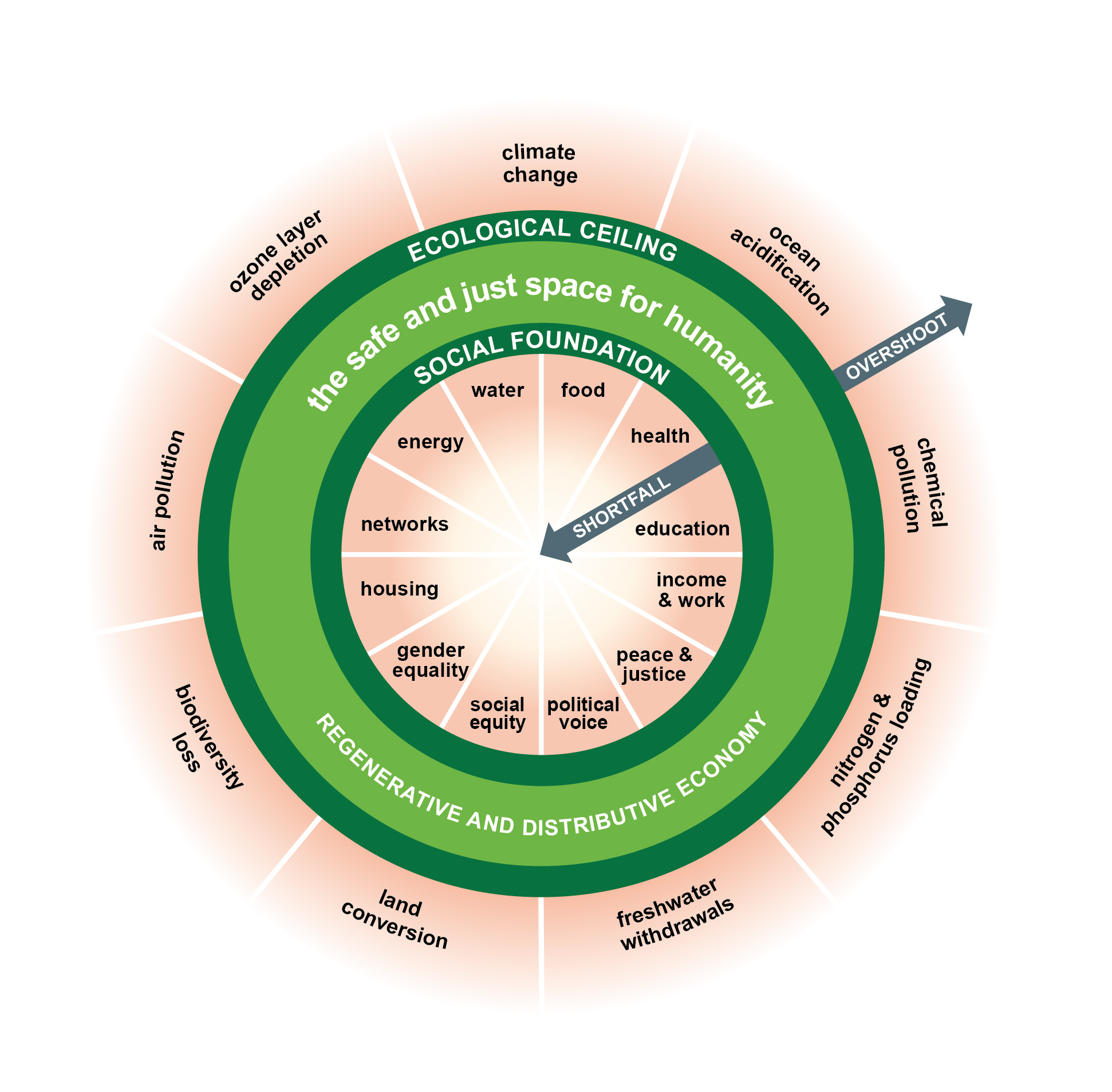
Popis teorie ekonomie koblihy v angličtině

V roce 2017 Raworthová vyadala knihu Doughnut Economics: Seven Ways to Think Like a 21st-Century Economist. V ní rozpracovala svůj koncept Doughnut Economics (Koblihová ekonomie), který poprvé rozvinula v dokumentu A Safe and Just Space for Humanity (Bezpečný a spravedlivý prostor pro lidstvo) z roku 2012. Její kniha z roku 2017 je důrazným protinávrhem k mainstreamovému ekonomickému myšlení a obhajuje podmínky pro vytvoření udržitelné ekonomiky. Raworthová se zasazuje o radikální přehodnocení základů ekonomické vědy a kritizuje zejména zastaralý princip neomezeného růstu v tom smyslu, že ničí zdroje planety a zároveň špatně slouží lidským potřebám včetně kvality života. Místo na růst ekonomiky se zaměřuje na model, v němž lze zajistit, aby každý člověk na Zemi měl přístup ke svým základním potřebám, jako je dostatek potravin a vzdělání, a zároveň neomezovat příležitosti pro budoucí generace ochranou našeho ekosystému. Kniha se dostala do širšího výběru na cenu Financial Times a McKinsey Business Book of the Year 2017. V roce 2020 vyšel její překlad v češtině pod názvem Ekonomie koblihy: Sedm způsobů ekonomického myšlení pro 21. století.